# Kristjan Matošević
Kristjan Matošević, slovenski nogometaš, * 5. junij 1997, Koper.
Matošević je profesionalni nogometaš, ki igra na položaju vratarja. Od leta 2023 je član italijanskega kluba Triestina, ki ga je leta 2024 posodil v Juve Stabio. Ped tem je branil za italijanske Catanio, Lazio in Cosenzo ter slovenske Domžale, Muro in Ankaran. Skupno je v prvi slovenski ligi odigral eno tekmo, v drugi slovenski ligi pa 24 tekem. Leta 2013 je odigral dve tekmi za slovensko reprezentanco do 16 let.